# Villamartín de Campos
Villamartín de Campos település Spanyolországban, Palencia tartományban. Villamartín de Campos Becerril de Campos, Mazariegos, Villaumbrales, Grijota, Autilla del Pino, Pedraza de Campos és Baquerín de Campos községekkel határos. Lakosainak száma 169 fő (2024).

## Népesség
A település népessége az elmúlt években az alábbi módon változott:
| Lakosok száma | 157  | 134  | 139  | 168  | 187  | 187  | 172  | 176  | 181  | 169  |
|               | 2001 | 2004 | 2007 | 2009 | 2012 | 2014 | 2017 | 2019 | 2022 | 2024 |